# Terceirização de processos de negócios
Business Process Outsourcing (BPO) é a terceirização de processos de negócios que usam intensamente a tecnologia da informação. 
Dada a proximidade do BPO à indústria da tecnologia de informação, também é classificado como um serviço de tecnologia da informação ou ITES, sigla em inglês. Knowledge process outsourcing (KPO) e legal process outsourcing (LPO) são dois dos sub-segmentos da indústria de terceirização de processos de negócios.
Segundo a Metropolitan Contábil a definição mais adequada seria: "Significado da sigla: BPO (Business Process Outsourcing). Basicamente é a terceirização de processos de negócios.
BPO Financeiro é a terceirização do processo de gestão financeiro.
Assim o empresário e os seus profissionais dedicam todos os seus esforços para o relacionamento com seus clientes, para o atingimento das metas da empresa, para escalar seu negócio e outros. Enquanto uma empresa especializada nessa área cuida das atividades administrativas financeiras."